# ویکتوریا یرمولیوا
ویکتوریا یرمولیوا (اوکراینی: Вікторія Єрмольєва، متولد ۲ نوامبر ۱۹۸۷، همچنین به عنوان vkgoeswild و Vika شناخته می‌شود) یک پیانیست اوکراینی است. او در اوایل کار خود موسیقی کلاسیک را آموخت و بازی کرد و جوایز زیادی را به دست آورد. بعدها، او به دلیل کاورهای پیانوی آهنگ‌های معروف راک و هوی متال معروف شد.

## حرفه
یرمولیوا از ۴ سالگی شروع به نواختن پیانو کرد. وی پس از تحصیل در آکادمی موسیقی چایکوفسکی در اوکراین (۲۰۰۰)، تحصیلات تکمیلی خود را در دانشگاه موسیقی فرانتز لیست در ویمار و آکادمی بین‌المللی پیانو را در ایمولا ایتالیا را نزد پیاز نواز مشهور لازار برمن به پایان رساند. مطالعات بیشتر وی را به آکادمی موسیقی و رقص مدرن کدارتز، در هنرستان روتردام، هلند برد.
در ۲۹ ژانویه ۲۰۱۱ او اولین کنسرت زنده راک خود را در ریکیاویک، ایسلند (VIGGIE & VIKA: Live in Iceland) با همکاری درامر برایان ویگلیونه اجرا کرد.